# Угорський націоналізм

Карта "Великої Угорщини", з кольорами національного прапора. Повернення до кордонів 1920 року є однією з претензій найекстремнішого угорського націоналізму.

Угорський націоналізм (угор. magyar nacionalizmus) — це соціальний політичний і ідеологічний рух, який з XIX століття формував національну ідентичність Угорщини і Угорського народу.
Цей рух розвивався з 1830 року через течії політичного націоналізму і масового участі.Від Першої світової війни угорський націоналізм еволюціонував до іредентистських позицій, головно з прагненням повернути території, втрачені за Тріанонським договором.

## Історія
Його витоки сягають початку XIX століття, частково як реакція на абсолютистське правління династії Габсбургів, яка контролювала Угорське королівство в межах Австрійської імперії. Після битви при Могачі 1526 року країна спершу опинилася під владою Османської імперії, а згодом — під контролем австрійців. У ході революцій 1848 року в Угорщині вибухнуло народне повстання, що переросло у війну за незалежність проти Габсбургів. Попри поразку революції 1848 року та жорстоке придушення, націоналістичні настрої глибоко вкорінилися в угорському суспільстві.
Націоналістичний рух в Угорщині упродовж XIX століття зазнав значного впливу так званого «музичного націоналізму» — передусім завдяки композиторам Бела Бартоку та Золтану Кодаю, які у своїх творах зверталися до традиційного угорського фольклору. Ці настрої також знайшли вияв у відродженій мадярській літературі, що розвивалася в дусі романтизму . У пошуках національних символів важливе місце посіла постать середньовічного короля Іштвана I .Угорські націоналісти також виявляли інтерес до т. зв. тюранізму — течії, яка стверджувала зв’язок мадярів із тюркськими народами Центральної Азії . Угорський тюранізм стверджував, що мадяри були напівкочовим народом, який походив зі степів, а їхня культура була подібною до культур інших степових народів. Проте ця теорія ніколи не була науково підтверджена і невдовзі стала анахронізмом. Втім, подібні ідеї й надалі знаходили підтримку в націоналістичних колах .
Політична ситуація залишалася незмінною аж до Австро-угорського компромісу 1867 року, який фактично призвів до створення дуалістичної монархії та надання угорцям ширшої автономії .Таким чином було не лише досягнуто розподілу влади між австрійською та угорською елітами, а й створено бар’єр проти подальших націоналістичних зазіхань з боку угорців. У межах цього компромісу угорська влада змогла впровадити політику «мадяризації» щодо неугорських народів, які проживали на території Угорської корони, зокрема шляхом запровадження вивчення мадярської мови. Хоч ця політика й дозволила «мадяризувати» значну частину неугорського населення, ті, хто не розмовляв або не розумів мадярської, опинялися у становищі громадян другого сорту, що згодом обернулося проти самих угорських лідерів.
Парадоксально, але поступова радикалізація угорських націоналістів із початку XX століття зрештою спричинила остаточний крах Австро-Угорської імперії, що стався наприкінці Першої світової війни після зречення імператора і розпаду дуалістичної монархії. 31 жовтня 1918 року Угорщина проголосила незалежність .У 1920 році національна територія Угорщини зазнала значного скорочення внаслідок Тріанонського договору: країна втратила 65 % населення згідно з переписом 1910 року, а також території Трансильванії, Хорватії-Славонії, Словаччини та Воєводини. Через це націоналістичні рухи зазнали глибокої трансформації, переорієнтувавшись на іредентизм — з метою повернення втрачених за Тріанонським договором земель. Режим адмірала Міклоша Горті домігся повернення частини територій шляхом Віденських арбітражів та військового втручання у Другій світовій війні на боці нацистської Німеччини .
Угорський націоналізм пережив нову хвилю активізації завдяки таким рухам, як екстремістська й пронімецька Партія Схрещеної Стріли під проводом Ференца Салаші, яка проголошувала існування «турано-угорської раси». Ця ідея була одним із ключових постулатів так званого «мадяризму», запропонованого Салаші. У 1944 році німецькі війська окупували Угорщину й усунули Горті від влади. Гітлер поставив Салаші на чолі нової «Угорської держави», підпорядкованої інтересам Німеччини, однак уже навесні 1945 року країна перейшла під контроль радянських військ. Після війни Угорщина повернулася до кордонів 1920 року і залишалася в радянській зоні впливу до 1989 року .
Після 2000 року, значною мірою внаслідок сучасної економічної кризи, націоналізм в Угорщині помітно зріс у популярності серед населення. Політичні рухи, зокрема «Йоббік», відкрито проголошують свою належність до угорського націоналізму. Сьогодні близько 25 % угорського населення проживає за межами сучасних кордонів Угорщини, що й надалі спричиняє численні тертя між урядом у Будапешті та сусідніми державами.